# Самоковска река
Самоковска река је најзначајнија река и једна од неоткривених бисера планине Копаоник у које се све мање речице и плаховити потоци уливају. У једном делу њене долине, испод гребена Високи налази се природни резерват. На том локалитету издвојена су три типа заједнице од посебног значаја за науку:
- заједница смрче са киселицом
- смрче са маховином
- смрче са маховином

Фауна птица заступљена је са врстама: сиви соко, сури орао, царић, мала мухарица, горска ласта, планинска црвенперка, итд. Самоковска река спушта се од самих врхова планине Копаоник до Јошаничке Бање где се улива  у реку Јошаницу.
Ток ове реке, никада није цео снимљен због њене локације која се налази у подножју кањона саме реке.

## Занимљивости
Самоковска река је једна од најлепших, најчистијих и најдивљијих река Копаоника. Такође, она има највећи и најдужи водени ток у националном парку Копаоник. Интересантно је да је река добила име још у доба Римљана који су на том месту копали руду. 
Сама река је захваљујући свом стрмом паду, доста брза и јака, тако да је код копања руде ова вода сама издвајала злато и гвожђе из руде, а потом својом снагом при обради метала сама и ковала. Пошто је све сама радила по томе је и добила име „Самоковска река”.

## Спољашње везe
- InfoKOP.net
- Jelenadilber.wordpres.com